# Campbell's Soup Cans
Pour les articles homonymes, voir Campbell's.
Campbell's Soup Cans, souvent appelée 32 boîtes de soupe Campbell, est une œuvre d'art créée en 1962 par Andy Warhol. Elle est composée de trente-deux toiles peintes, mesurant chacune 50,8 × 40,6 cm (20 × 16 pouces) et représentant chacune une boite de conserve de soupe Campbell – une de chaque variété de soupe en conserve proposée par la marque à cette époque. Les peintures individuelles ont été fabriquées avec un procédé sérigraphique semi-mécanique, dans un style non pictural. Cette œuvre, exploitant des thèmes du pop art, a propulsé cette forme d'art comme mouvement artistique majeur aux États-Unis.

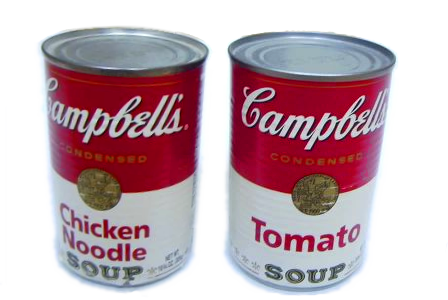
Des boîtes de soupe Campbell's, motif majeur dans l'œuvre de Warhol

Andy Warhol, un dessinateur publicitaire qui deviendra un producteur de musique et réalisateur de films de la scène underground expérimental, présente ce travail le 9 juillet 1962 lors de sa première exposition en tant qu’artiste,, à la galerie Ferus de Los Angeles en Californie. Cette exposition marquera le début du pop art sur la côte est des États-Unis. La combinaison du processus semi-mécanique, du style non-pictural et l’aspect commercial du sujet commence par choquer, car le mercantilisme flagrant de l’œuvre représente un affront direct à la technique et à la philosophie de l'expressionnisme abstrait. Cette controverse conduit à de nombreux débats sur les mérites et l’éthique de ce type de travail. On se questionnait, et on se questionne aujourd’hui encore, sur les motivations de Warhol en tant qu’artiste. L’importante agitation publique aide à transformer Warhol, dessinateur publicitaire accompli des années 1950, en un artiste connu, et à le distinguer des autres artistes montants du pop art. Bien que la demande commerciale pour ses peintures ne soit pas immédiate, l’association de Warhol avec ce sujet fait de son nom un synonyme des peintures de boîtes de soupe Campbell.
Par la suite, Warhol produit une large variété de travaux artistiques représentant des boîtes de soupe Campbell tout au long des trois phases distinctes de sa carrière et il crée d’autres œuvres en utilisant diverses images du monde du commerce ou des médias. Aujourd’hui, le thème des boîtes de soupe Campbell fait généralement référence autant à la série originale de peintures qu’à d’autres dessins et peintures de Warhol dépeignant la célèbre marque. À la suite de la popularité qui a suivi toutes les séries de travaux basés sur le même thème, la réputation de Warhol augmente au point qu’il devient non seulement l’artiste de pop’art le plus renommé mais également l’artiste américain le plus coté de son vivant.

## Scène artistique new-yorkaise
Warhol arrive à New York en 1949, débarquant directement de l’école des beaux-arts du Carnegie Institute of Technology. Il rencontre rapidement le succès comme dessinateur publicitaire et ses premiers dessins sont publiés dans le numéro de l’été 1949 du magazine Glamour. En 1952, il expose pour la première fois dans une galerie d’art, la Bodley Gallery, avec des œuvres inspirées de Truman Capote. En 1955, il décalque des photos empruntées à la collection de la New York Public Library (bibliothèque publique de New York) avec l’aide rémunérée de Nathan Gluck, et les reproduit grâce à un processus qu’il a développé lui-même au collège, à Carnegie Tech. Son processus, qui préfigurera son futur travail, consiste à presser des illustrations encore humides d’encre sur du papier. Durant les années 1950, il expose régulièrement ses dessins. Il expose même au MOMA, le musée d'art moderne de New York (Recent Drawings, 1956).

### Pop'art
En 1960, Warhol produit ses premières toiles basées sur des sujets de bandes dessinées. Fin 1961, Floriano Vecchi, qui dirige Tiber Press depuis 1953, lui apprend la sérigraphie. Le processus commence en général par un dessin sur un stencil, mais souvent on démarre avec une photographie décomposée avec de la colle sur de la soie. Dans les deux cas, il faut produire une version encollée d’une image positive en deux dimensions (positive signifie que des espaces libres sont présents là où la peinture devra apparaître). Habituellement, l’encre est raclée sur le médium de manière qu’elle passe à travers la soie mais pas à travers la colle. Campbell’s soup cans fait partie des premières productions sérigraphiques de Warhol - les premières étaient des billets de dollar américains. Les pièces sont fabriquées à partir de stencils, un pour chaque couleur. Warhol ne commencera à convertir des photos en sérigraphies qu’après avoir produits la série originale Campbell’s soup cans.
Bien que Warhol ait produit des sérigraphies de bandes dessinées et d’autres sujets de pop art, il se serait lui-même cantonné aux boîtes de soupe pour éviter de se mettre en compétition avec le style plus achevé de Roy Lichtenstein. Il dit même : « Je dois faire quelque chose qui aura beaucoup d’impact, qui sera suffisamment différent de Lichtenstein et de James Rosenquist, qui sera très personnel, qui n’aura pas l’air d’être exactement ce qu’ils font. » En février 1962, l’exposition à guichet fermé d’images de bande dessinée de Roy Lichtenstein à la galerie Leo Castelli met fin à la possibilité de Warhol d’exposer ses propres bandes dessinées. En effet, Castelli avait visité la galerie de Warhol en 1961 et trouvé que le travail qu’il y avait vu était trop similaire à celui de Lichtenstein,, même si les sujets et techniques des travaux de Warhol et Lichtenstein diffèrent sensiblement. (Par exemple, les personnages de bande dessinée d’Andy Warhol sont des caricatures humoristiques de la culture pop, comme Popeye, alors que ceux de Lichtenstein sont généralement des héros et héroïnes stéréotypés, inspirés par des bandes dessinées romantiques ou d’aventure.) Castelli choisit de ne pas représenter les deux artistes en même temps, mais il exposera Andy Warhol en 1964, avec des œuvres comme les reproductions Campbell's Tomato Juice Box et Brillo Soap Boxes, et à nouveau en 1966.
L’exposition de Roy Lichtenstein de 1962 est rapidement suivie par celle de Wayne Thiebaud, le 17 avril de la même année, à la galerie Allan Stone, mettant en vedette des aliments typiquement américains. Andy Warhol en est irrité car il pense que ceci met en péril son travail sur les boîtes de soupe, travail lui-même lié à l’alimentation. Warhol envisage de retourner à la galerie Bodley, mais le directeur n’aime pas son travail pop art. En 1961, Allan Stone propose à Andy Warhol, James Rosenquist et Robert Indiana une exposition commune à la 18 East 82nd Street Gallery, mais tous trois se sentent insultés par cette proposition.
Irving Blum est le premier marchand d’art à exposer les boîtes de soupe d’Andy Warhol. Il rend visite à Warhol en mai 1962 alors que ce dernier était en vedette, avec Lichtenstein, Rosenquist et Wayne Thiebaud, dans un article du Time Magazine « The slice-of-Cake School » - incluant une partie de la sérigraphie de Warhol 200 One Dollar Bills –. Warhol est le seul dont la photographie apparaisse dans l’article, ce qui en dit long sur son talent de manipulation des mass-médias. Ce jour-là, Blum voit des douzaines de variation de boîtes de soupe Campbell, y compris une grille de One-Hundred Soup Cans. Choqué que Warhol n’ait pas d’arrangement avec une galerie, il lui offre une exposition en juillet à la galerie Ferus à Los Angeles. Il promet même que le magazine Artforum, dont les locaux sont au-dessus de la galerie, couvriront l’évènement. Ce sera la première exposition exclusive de pop art de Warhol, mais également de la côte est des États-Unis. La première exposition solo d’Andy Warhol à New York est accueillie par la galerie Stable d’Eleanor Ward entre le 6 et le 24 novembre 1962. Elle inclut les œuvres Marilyn Diptych, 100 Soup Cans, 100 Coke Bottles et 100 Dollar Bills.

## Première exposition
Warhol envoie à Blum 32 toiles de boîtes de soupe Campbell de 51 × 41 cm, représentant chacune une variété particulière de soupe disponible à l’époque. Les 32 toiles sont très similaires : chacune est une représentation réaliste de l’emblématique, majoritairement rouge et blanche, boîte de soupe Campbell, sérigraphiée sur un fond blanc. Elles comportent des variations mineures dans le lettrage du nom de la variété. La plupart des lettrages sont constitués de lettres peintes en rouge. 

Logo de Campbell Soup Company.

Quatre variétés ont des lettrages noirs et présentent, sous le nom de la variété de soupe, des commentaires entre parenthèses : 
Clam Chowder présente les mots « (Manhattan Style) » (ce qui signifie que la soupe est à base de tomate et de bouillon et non à base de crème comme la soupe de style « New England ») ; Beef les mots « (With Vegetables and Barley) » ; Scotch Broth les mots « (A Hearty Soup) » ;  Minestrone les mots « (Italian-Style Vegetable Soup) ».
Deux variétés ont des lettrages rouges entre parenthèses : Beef Broth (Bouillon) et Consommé (Beef).
La taille de la police de caractère diffère légèrement entre les noms de variétés. Il y a également quelques distinctions notables dans le style de la police. 
Old-fashioned Tomato Rice est la seule variété dont le nom est écrit en minuscules. Ces lettres semblent appartenir à une police quelque peu différente de celles des autres noms de variété. On remarque également que le mot Soup est peint plus bas sur la boîte, à la place qu’occupe, sur les 31 autres variétés, un symbole ornemental ressemblant à une étoile.
Cheddar Cheese présente des ajouts de deux banderoles. Au milieu, à gauche, une petite banderole dorée avec « New ! » et au milieu au centre une banderole dorée avec « Great as a sauce too !».
L’exposition ouvre le 9 juillet 1962, en l’absence d’Andy Warhol. Les trente-deux toiles, représentant chacune une seule boîte de soupe, sont placées sur une ligne, un peu comme des produits sur une étagère, chacune exposée sur une planchette individuelle. L’impact à l’époque est quasi nul, mais cette exposition est considérée aujourd’hui comme un tournant historique. Le public de la galerie est dubitatif, ne sachant que faire de cette exposition. Un article de John Coplans dans Artforum[réf. nécessaire] encourage à prendre position pour Andy Warhol,. Il sera raillé par une galerie proche qui montrera des douzaines de boîtes de soupe accompagnées d’une publicité en proposant trois pour 60 cents. Peu de gens virent les peintures lors de l’exposition à Los Angeles ou au studio de Warhol, mais la nouvelle se répand sous la forme d’une controverse, d’un scandale, en raison de l’apparente tentative des œuvres de recopier des objets manufacturés. Des débats fleuves, sur les mérites et l’éthique de focaliser ses efforts sur un modèle commercial inanimé aussi quelconque, permirent à Warhol de demeurer dans les conversations du monde de l’art. Les pontifes ne peuvent croire qu’un artiste veuille réduire l’art à l’équivalent d’une visite à l’épicerie du coin. Cependant les paroles ne se traduisent pas par un succès pécuniaire pour Andy Warhol. Dennis Hopper est le premier parmi une douzaine de personnes à acquérir une toile pour 100 dollars. Blum, essayant de conserver les trente-deux toiles comme un tout, rachète les quelques ventes. Ceci plait à Warhol qui accepte de vendre l’ensemble pour 10 mensualités de 100 dollars,. Warhol passa ainsi le cap de sa première véritable exposition artistique. Alors que cette exposition a lieu à Los Angeles, Martha Jackson annule celle qui était planifiée en décembre 1962, à New York.
L’exposition Ferus se termine le 4 août 1962, le jour précédent la mort de Marilyn Monroe. Warhol acquiert une affiche de Marilyn Monroe pour le film Niagara, affiche qu’il découpera plus tard et utilisera pour créer une de ses œuvres les plus connues : ses peintures de Marilyn. Même si Warhol continue de peindre du pop art, comme les boîtes de café Martinson, les bouteilles de Coca-Cola, les S&H Green Stamps (des bons de l’entreprise américaine Sperry and Hutchinson) et des boîtes de soupe Campbell, il devient très vite connu comme un artiste peignant des célébrités. Il retourne à la galerie de Blum pour exposer Elvis et Liz en octobre 1963. Ses admirateurs, Dennis Hopper et Brooke Hayward (la femme de Hopper à l’époque), organisent une fête de bienvenue pour l’occasion.
Comme Warhol n’a donné aucune indication sur l’ordre définitif de la collection, la séquence choisie par le MoMA dans l’exposition de sa collection permanente, reflète l’ordre chronologique dans lequel les variétés furent introduites sur le marché par la Campbell Soup Company, en commençant par Tomato en haut à gauche (vendue dès 1897)

## Pourquoi des boîtes de soupe Campbell?
Plusieurs anecdotes sont censées expliquer le choix des boîtes de soupe Campbell comme centre de l’œuvre pop art d’Andy Warhol. Tout d’abord, il a besoin d’un nouveau sujet puisqu’il a abandonné la bande dessinée, à cause du travail abouti de Roy Lichtenstein, pour lequel il a le plus grand respect. D’après Ted Carey, un des assistants artistiques commerciaux de Warhol à la fin des années cinquante, c’est Muriel Latow qui suggère l’idée des boîtes de soupe Campbell et des billets de dollars US.
Muriel Latow est à l’époque une aspirante décoratrice d’intérieur et la propriétaire de la galerie Latow Art dans le Upper East Side à Manhattan. Elle aurait expliqué à Warhol qu’il faut peindre : « Quelque chose que l’on voit tous les jours et quelque chose que tout le monde peut reconnaître. Quelque chose comme une boîte de soupe Campbell. » Ted Carey, présent à ce moment-là, témoigne que Warhol répondit : « Oh, cela semble fabuleux ». D’après Carey, Warhol se rendit au supermarché le jour suivant et acheta un carton de « toutes les soupes ». Carey verra ces boîtes en se rendant le lendemain dans l’appartement de Warhol. Pourtant, quand le critique d’art G.R. Swenson demande à Warhol en 1963 pourquoi il peint des boîtes de soupe, l’artiste lui répond : « J’avais l’habitude d’en manger, j’ai mangé le même repas tous les jours  pendant vingt ans ».
L’influence de Muriel Latow sur Warhol est contée dans une anecdote différente. Alors qu’elle lui demande ce qu’il aime le plus, et parce qu’il répond « l’argent », elle lui suggère de peindre des billets de dollar US.
Dans une interview pour le magazine The Face en 1985, David Yarritu interroge Warhol sur les fleurs que sa mère fabriquait à partir de boîtes de conserve. Dans sa réponse, Warhol les évoque comme étant la raison de ses premières peintures de boîtes de conserve :
- David Yarritu : J’ai entendu que votre mère fabriquait ces petites fleurs en fer blanc et les vendait pour vous aider les premiers temps.
- Andy Warhol : Oh mon Dieu, oui, c’est vrai, les fleurs en fer blanc étaient fabriquées à partir de conserves de fruit, c’est la raison pour laquelle j’ai peint mes premières boîtes de conserve… On prend une boîte de conserve, plus elle est grande et mieux c’est, comme les tailles familiales qui contiennent des moitiés de pêche, et je crois qu’on les coupe avec des ciseaux. C’est très facile et on fabrique la fleur à partir de cela. Ma mère avait toujours plein de conserves autour d’elle, dont ces boîtes de soupe.

Plusieurs histoires mentionnent que le choix de Warhol pour les boîtes de soupe reflète son propre engouement passionné de consommateur de soupe Campbell. Robert Indiana dit de lui : « J’ai très bien connu Andy Warhol. La raison pour laquelle il a peint des boîtes de soupe est qu’il aimait la soupe. ». On a également pensé qu’il s’est centré dessus car elles composent une base de l’alimentation quotidienne. D’autres font observer que Warhol peint simplement des choses qui lui tiennent à cœur. Il aime manger de la soupe Campbell, apprécie le Coca-Cola, adore l’argent et admire les stars du cinéma. Par conséquent, ils devinrent les sujets de ses peintures. Une autre histoire dit que les repas quotidiens de Warhol dans son studio étaient constitués de soupe Campbell et de Coca-Cola et que son inspiration est venue de la vision des bouteilles et des conserves vides qui s’accumulaient sur son bureau.
Le choix de Warhol ne s’est pas porté sur les boîtes de soupe à cause d’une relation commerciale avec la société Campbell. Même si, à l’époque, la société vendait quatre conserves de soupe sur cinq aux États-Unis, Warhol préfère que la société ne soit pas impliquée « car toute la question n’aurait plus de sens avec un quelconque lien commercial ». Cependant, en 1965, la société le connait assez bien pour qu’il lui soutire de véritables étiquettes de conserve pour les utiliser en tant qu’invitations d’une exposition. Elle lui commandera même une toile.

## Message
Andy Warhol a une vision positive de la culture ordinaire et trouve que les expressionnistes abstraits se sont donné beaucoup de mal pour ignorer la splendeur de la modernité. La série Campbell’s Soup Cans, ainsi que ces autres séries, lui donnent l’occasion d’exprimer ces vues positives. Cependant, sous son air impassible, il s’efforce d’être dépourvu de commentaires affectifs ou sociaux,. La vision de Warhol tient en entier dans cette citation : « … un groupe de peintre est arrivé à la conclusion commune que les atours les plus communs et les plus vulgaires de la civilisation moderne peuvent devenir de l’Art, une fois transposés sur une toile. »
Son travail pop art diffère d’un peintre de séries comme Claude Monet, qui utilisait des séries pour représenter les discriminations de la perception et montrer qu’un peintre peut reproduire l’évolution du temps, de la lumière et des saisons avec ses yeux et ses mains. Warhol représente plutôt l’ère moderne de la commercialisation et la non-discrimination de l’ « uniformité ». Quand il montre finalement des variations, elles ne sont pas « réalistes ». Ces dernières variations de couleur par exemple sont presque une raillerie de discrimination de la perception. Lorsqu’il adopte le processus pseudo-industriel de sérigraphie, il prend position contre l’utilisation des séries pour démontrer la subtilité. Il rejette l’invention et la nuance en créant l’illusion que sa toile est imprimée, il recrée même des imperfections. Son travail de séries l’aide à échapper à l’ombre de Lichtenstein. Même si ses boîtes de soupe ne sont pas aussi vulgaires et choquantes que ses précédents tableaux pop art, ils offensent tout de même les sensibilités du monde de l’art qui veut partager les émotions intimes de l’expression artistique.
À l’encontre des paniers de fruits sensuels du Caravage, des douces pèches de Jean Siméon Chardin ou les vibrants arrangements de pommes de Cézanne, le mondain Campbell’s Soup Cans provoque un froid dans le monde de l’art. En outre, l’idée d’isoler des objets de la culture pop, éminemment reconnaissables, était si ridicule pour les critiques que les mérites et l’éthique de l’œuvre était débattue même par ceux qui ne l’avait jamais vue. Le pop art de Warhol peut être perçu comme un art minimal puisqu’il tente de faire le portrait d’objets dans leur forme la plus simple et la plus reconnaissable. Le pop art élimine les nuances qui l’aurait associé à de la « représentation,». La représentation en ordre disciplinée de multiples boîtes devient presque une abstraction dont les détails sont moins intéressants que le panorama. Dans un sens, la représentation est plus importante que ce qui est représenté. L’intérêt de Warhol pour la création automatique durant ses débuts pop art fut incompris par ceux, dans le monde de l’art, dont le système de valeur était menacé par la mécanisation.
En Europe, le public a des visions très différentes de son travail. Beaucoup le perçurent comme une satire subversive et marxiste du capitalisme américain, d’autres, sinon subversive, au moins comme une critique marxiste du pop art. En fait, le seul message de son pop art est d’attirer l’attention sur son travail.
Là où les artistes précédents utilisaient la répétition pour démontrer leur talent à décrire les variations, Warhol couple « répétition » et « monotonie » en professant son amour des thèmes  artistiques.

## Variations
Andy Warhol poursuit le succès de sa série originale avec plusieurs autres travaux incorporant le même thème des boîtes de soupe Campbell. Ces travaux ultérieurs ainsi que l’original sont collectivement appelés « les séries des boîtes de soupe Campbell », voire simplement « les boîtes de soupe Campbell ». Les travaux suivants sur les boîtes de soupe Campbell sont très divers. Leur hauteur varie de 51 cm à 1,8 m. En général, les boîtes de soupe sont peintes comme si elles sortaient de l’usine, sans défaut. Parfois, il choisit de peindre des boîtes aux étiquettes déchirées, décollées, aux corps écrasés ou aux couvercles ouvert. Parfois, il ajoute un objet apparenté comme un bol de soupe ou un ouvre-boîte. Parfois même, Warhol produit des images avec seulement l’objet apparenté, sans aucune boîte de soupe, comme par exemple Campbell’s Tomato Juice Box, qui ne font pas partie de la série stricto-sensu mais qui appartiennent au même thème. Beaucoup de ces travaux furent réalisés dans le fameux atelier The Factory.
Irving Blum rendit l’original accessible au public, à la suite d'un arrangement avec la National Gallery of Art à Washington, DC en prêtant de façon permanente les trente-deux toiles deux jours avant la mort de Warhol,. Campbell’s Soup Cans fait partie aujourd’hui de la collection permanente du MOMA.
Dans la même série : 
- un Campbell’s Soup Cans II fait partie de la collection permanente du Musée d'art contemporain de Chicago ;
- 200 Campbell’s Soup Cans (1962 – Acrylique sur toile - 183 × 254 cm), qui appartient à la collection privée de John et Kimiko Powers, est une toile unique, la plus grande de la série. Elle est composée de 10 rangs et 20 colonnes de plusieurs types de soupe. Les experts s’accordent à faire de cette toile la plus significative en tant que représentation du pop art mais aussi en tant que lien entre les prédécesseurs comme Jasper John et les successeurs de mouvements comme l’Art Minimal ou l’Art Conceptuel[48] ;
- un tableau très similaire, 100 Cans,  est présent dans la collection de la galerie d’art Albright-Knox ;
- la première peinture de boîte de soupe semble être Campbell’s Soup Can (Tomato Rice), une toile datant de 1962 : encre, tempera, crayon et peinture à l’huile[49].

Dans une grande partie de ses œuvres, et même dans les premières séries, Warhol simplifie drastiquement le médaillon doré qui apparait sur les boîtes de soupe Campbell en remplaçant le couple de personnages allégoriques par un disque jaune plat. Dans la plupart des variantes, le seul indice de tridimensionnalité provient de l'ombre sur le couvercle de la boîte. Cela mis à part, l’image est plane. Les œuvres avec des étiquettes déchirées sont perçues comme des métaphores de la vie : même les aliments emballés ont une fin. Elles sont souvent distinguées comme des œuvres expressionnistes.
En 1970, Andy Warhol établit un record de prix pour une peinture d'un artiste américain vivant. Big Campbell's Soup Can with Torn Label (Vegetable Beef) - (1962) est adjugée 60 000 USD lors d'une vente à Parke-Bernet, la maison d'enchère par excellence de l'époque (rachetée plus tard par Sotheby's). Ce record est battu quelques mois plus tard par son rival dans l'attention et l'acceptation du monde de l'art, Lichtenstein, qui vend la représentation d'un coup de pinceau géant, Big Painting No. 6 (1965), pour 75 000 USD.
En mai 2006, Small Torn Campbell Soup Can (Pepper Pot) (1962) d’Andy Warhol est vendue 11 776 000 USD, enregistrant un record mondial d'enchère pour une peinture de la série des Campbell Soup. La peinture fut achetée pour la collection d’Eli Broad, qui avait déjà battu le record de la plus importante transaction avec une carte de crédit en acquérant « I...I’m, Sorry » de Lichtenstein pour 2.5 millions de dollars avec une carte American Express. Cette vente de 18 millions de dollars fait partie d’une vente Christie's d'art impressionniste, d'après-guerre et contemporain pour la saison du Printemps 2006 qui totalisa 438 768 924 USD.
La large variété de l'œuvre produite par des processus semi-mécaniques et avec de nombreux collaborateurs, la célébrité d'Andy Warhol, la valeur de son travail et la diversité de média et genres utilisés a nécessité la création du « Andy Warhol Art Authentication Board » (Comité d’authentification artistique Andy Warhol) afin de certifier l’authenticité des œuvres de l’artiste.

## Conclusion
Le travail d'Andy Warhol sur les boîtes de soupe Campbell suit trois grandes étapes. La première a lieu en 1962, il crée des images réalistes et produit de nombreux dessins du sujet au crayon. La deuxième a lieu en 1965, quand il revisite le thème en remplaçant arbitrairement les couleurs blanches et rouges originales par une plus grande variété de teintes. La troisième, enfin, à la fin des années 1970 quand il revient une nouvelle fois aux boîtes de soupe, mais cette fois-ci en retournant et en inversant les images. Certaines personnes du monde de l'art considèrent que les œuvres de Warhol après la tentative d'assassinat perpétrée en 1968 à son encontre (tentative qui a eu lieu la veille de l'assassinat de Bobby Kennedy) sont moins significatives que son travail avant l'événement.
La répétition de ses boîtes de soupe Campbell n'est par ailleurs pas négligeable, faisant aussi partie de la critique de Warhol sur la reproductibilité qui porte atteinte à l'image, au mythe. Plus les images sont déclinées, plus leur pouvoir baisse, et le mythe se perd, tout comme avec l'industrialisation qui standardise, phénomène qu'il reproduit avec "La Factory". 
Aujourd’hui, les œuvres de Warhol les plus connues sur les soupes Campbell sont celles de la première étape. Il est également connu pour ses emblématiques séries de sérigraphies de célébrités comme Elvis Presley, Marilyn Monroe, Liz Taylor et Mao Zedong, produites durant sa phase « sérigraphies » entre 1962 et 1964. Si l’on ajoute Jacqueline Kennedy-Onassis, ce sont les sujets qu’il a peints le plus souvent. En plus d’être un artiste remarquable, Andy Warhol est également un directeur de la photographie reconnu, un auteur et un illustrateur publicitaire. À titre posthume, il est le sujet du plus grand musée américain dédié à un seul artiste. Beaucoup de ses expositions incluent des images issues de ses réalisations cinématographiques (par exemple, The Museum of Contemporary Art's ANDY WARHOL / SUPERNOVA: Stars, Deaths, Disasters, 1962–1965 qui fut joué du 18 mars au 18 juin 2006).
Certains prétendent que ses contributions en tant qu'artiste pâlissent en comparaison avec ses contributions en tant que cinéaste. D'autres, qu'il n'était pas l'artiste le plus classiquement qualifié de son époque. Néanmoins, ses techniques ont été imitées par d'autres artistes respectés et ses œuvres continuent d'être vendues à des prix élevés.

## Dans la culture populaire
Dans un épisode des Simpson, Homer détruit accidentellement la toile en passant son poing au travers lors d'un cauchemar. Dans le film Les Minions, on peut apercevoir l'œuvre dans la salle au trésor de Scarlet Overkill. 